# 탕언보
탕언보(중국어: 湯恩伯)는 중화민국의 군인으로, 북벌과 중일 전쟁에 참전하였다. 천청, 후쭝난과 함께 국민혁명군의 핵심 인물 중 하나였다.